# 魚基亀
魚 基亀（オ・ギグ、朝鮮語: 어기구/魚基龜、1963年1月10日 - ）は、大韓民国の経済学者、大学教授、政治家。共に民主党所属の第20・21・22代韓国国会議員。

## 経歴
故郷は忠清南道唐津市松嶽邑。北一高等学校、順天郷大学校、ウィーン大学卒。同校大学院、ウィーン経済大学大学院修了（社会経済学博士取得）。
高麗大学校経済研究所研究教授、韓国労働組合総連盟中央研究院研究委員、大統領諮問労使政委員会専門委員、大法官候補人事聴聞特別委員会委員、国会民生経済特別委員会委員、第20代国会前半期産業通商資源中小ベンチャー企業委員会委員、国会農林畜産食品海洋水産委員会委員を務めた。
2020年にはマネートゥデイ・ザ・300主催の「国政監査スコアボード大賞」を受賞した。
2023年の李在明逮捕動議案可決の際、共に民主党の支持者にメッセージを送り、自分が「否」を選んだとアピールしたが、無記名秘密投票の原則を破ったとして批判も受けた。

## 不祥事
2018年、SNSで息子がMBCのアナウンサー公開採用に応募したことを発表したが、テレビ局に向けて息子の就業を請託するではないかと批判された。結局、議員室は単なる息子自慢だと釈明し、本人は投稿を削除した。
2020年4月、災害支援金に関するメッセージを送ってきたある有権者に対し、「あなたは大統領なの？」「Xの子だね。有権者は有権らしくなければならない」などの暴言を吐いた。批判を受けた後、Facebookで謝罪した。また、2021年10月、唐津市内での農民会との議政懇談会で、唐津市の干拓地の活用や送電塔と送電線の地下化問題などについて議論した時、農民会長に「チンピラなXXX」と暴言を吐いた。魚は3日後に謝罪文を発表したが、唐津市農民会は共に民主党に懲戒を要求した。
2024年10月、第22代総選挙の選挙期間前に会社を訪問して名刺を配ったことや、妻が3月に行事でマイクを使って選挙活動をしたことは公職選挙法違反の疑いにより、検察の取調べを受けた。